# Wasa Lake
Wasa Lake är en sjö i Kanada.   Den ligger i provinsen British Columbia, i den södra delen av landet, 3 000 km väster om huvudstaden Ottawa. Wasa Lake ligger 767 meter över havet. Arean är 1,4 kvadratkilometer. Den sträcker sig 2,3 kilometer i nord-sydlig riktning, och 1,1 kilometer i öst-västlig riktning.
I omgivningarna runt Wasa Lake växer i huvudsak barrskog. Trakten runt Wasa Lake är nära nog obefolkad, med mindre än två invånare per kvadratkilometer.